# Amani Ballour

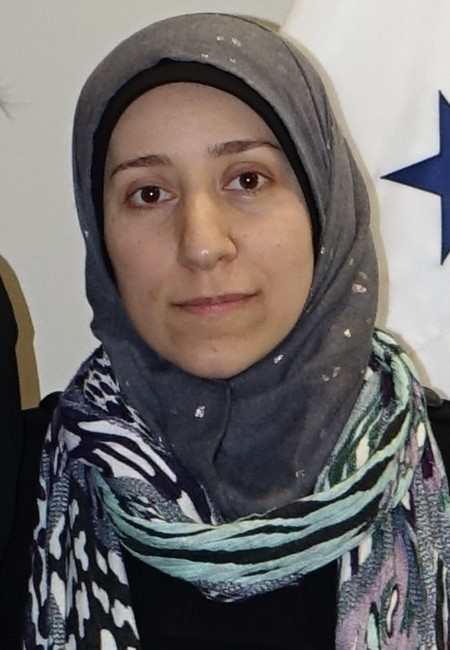
Amani Ballour

Amani Ballou (Karf Batna, 1 maart 1987) is een Syrische arts.

## Biografie
Ballour studeerde af als kinderarts in 2011 na een stage in Damascus. Vanaf 2012 tot 2018 werkt ze als arts en vanaf 2016 als ziekenhuisdirectrice in De Grot in Oost-Ghouta die vooral slachtoffers van de Syrische Burgeroorlog behandelde.
In 2018 gaat ze bij de evacuatie van Ghouta naar Idlib verder naar Turkije alwaar ze trouwt. Ballour richtte de ngo Al Amal die medische geschoolde vrouwen ondersteunt. op om onderwijs te verschaffen aan vrouwen en kinderen in conflictgebieden.

## Erkentelijkheden
- De documentaire The Cave van Feras Fayyad, volgt haar doen en laten tussen 2016 en 2018. Deze documentaire werd in 2020 genomineerd voor een Oscar.
- 2020 - Raoul Wallenbergprijs (Raad van Europa) voor haar werk in Syrië.